# 732 (číslo)
Sedm set třicet dva je přirozené číslo. Následuje po čísle sedm set třicet jedna a předchází číslu sedm set třicet tři. Římskými číslicemi se zapisuje DCCXXXII a řeckými číslicemi ψλβ.

## Matematika
732 je:
- Abundantní číslo
- Složené číslo
- Nešťastné číslo

## Astronomie
- (732) Tjilaki je planetka hlavního pásu, kterou objevil v roce 1912 Adam Massinger

## Roky
- 732
- 732 př. n. l.